# オルガ・ナセドキナ
オルガ・ナセドキナ（Olga Nassedkina, 1982年12月28日 - ）は、キルギス出身（当時のソビエト連邦のキルギス・ソビエト社会主義共和国）のカザフスタンの女子バレーボール選手。ポジションはミドルブロッカー。カザフスタン代表。

## 来歴
カザフスタン国籍を取得し、カザフスタン代表の中心選手としてプレーする。2008年の北京五輪に出場した。世界選手権には2006年より3大会連続出場している。チームではミドルブロッカーを務め、長身を生かしたブロックで、時々ブロックランキングの上位に名を残していた。長い黒髪と右腕のタトゥーが特徴。

## 球歴
- 2005年 アジア選手権（2位）
- 2006年 世界選手権（17位）
- 2007年 ワールドグランプリ（10位）
- 2008年 北京オリンピック (9位）
- 2010年 世界選手権 (21位）
- 2013年 ワールドグランプリ（17位）
- 2014年 世界選手権（15位）

## 所属クラブ
- Rahat